# قانون مناهضة العنف على المرأة
قانون مناهضة العنف على المرأة المؤسس عام (1944)، (بالإنجليزية: The Violence Against Women Act of 1994 (VAWA)) هو من القانون الفيدرالي للولايات المتحدة (العنوان IV، الفقرة 40001-40703 من قانون مكافحة جرائم العنف وتنفيذ القانون، H.R. 3355)، والموقع من قبل الرئيس بيل كلينتون في 13 سبتمبر عام (1994). خصص القانون 1.6 بليون في اتجاه التحقيق والمقاضاة على جرائم العنف على المرأة، وفرض تعويض تلقائي وإلزامي على المدانين، وإمكانية تعويض المدنيين في الحالات التي يختار فيها المدعون العامون عدم المقاضاة. كما أنشأ القانون المكتب المعني بالعنف على المرأة داخل وزارة العدل.
قام بوضع مسودة القانون المكتب الخاص بالسيناتور جو بادين، وقد شارك في صياغته لويز سلوتر الممثلة الديمقراطية لنيويورك، وهذا بدعم واسع من الائتلافات المناصرة لذلك. مرّ القانون عبر الكونجرس بدعم من الحزبين في عام (1994)، وقد اكتسح مجلس النواب في الولايات المتحدة ب 235 مقابل 195 صوتا، ومجلس الشيوخ ب 61 مقابل 38 صوت، على الرغم من محاولت الحزب الجمهوري في السنوات اللاحقة لمنع تمويل القانون، إلا أنه وفي عام 2000 قضت المحكمة العليا في قضية الولايات المتحدة ضد موريسون، والتي كانت منقسمة بشكل حاد، بإسقاط قانون مكافحة العنف على المرأة، الذي يسمح للمرأة بالحق في مقاضاة مهاجميها في المحكمة الفيدرالية؛ وقد كان هذا الحكم بغالبية 5 أصوات أمام 4. ألغت المحكمة الحكم متذرعة بأنه يتجاوز صلاحيات الحكومة الفيدرالية بموجب البند التجاري.
في عام 2000 تم إعادة إطلاق القانون من قبل غالبية أعضاء الكونغرس، ومجددا في ديسمبر عام (2000) موقعا عليه الرئيس جورج بوش. هذا وقد عارض تجديد القانون الجمهوريين المحافظين في عام (2012) حيث أنهم عارضوا أن صلاحيات هذا القانون امتدت لتشمل الحماية للأزواج من نفس الجنس؛ هذا بالإضافة إلى اللأحكام القانونية التي تسمح للمهاجرين غير الشرعيين الذين يتعرضون للتعنيف بالمطالبة بالتأشيرات المؤقتة. في نهاية المطاف، تم إعادة تفويض قانون مناهضة العنف على المرأة مرة أخرى في عام (2013)، بعد معركة تشريعية طويلة خلال عامي (2012-2013)

## الخلفية
خلص المؤتمر العالمي لحقوق الإنسان، الذي عقد في فيينا، النمسا، عام 1993، وإعلان القضاء على العنف على المرأة في نفس العام، إلى اعتراف المجتمع المدني والحكومات بأن العنف المنزلي هو ضمن اهتمامات سياسة الصحة العامة وحقوق الإنسان. وفقًا للاستطلاع الوطني للعنف الجنسي في الولايات المتحدة لعام 2010، عانت 1 من كل 6 نساء من أحد أشكال العنف الجنسي من قبل الشريك الحميم أثناء حياتهن.
طُوّر قانون العنف على المرأة نتيجة للجهود الشعبية المكثفة في أواخر الثمانينيات وأوائل التسعينيات. تضمن المدافعون عن حركة النساء المعنفات كل من أفراد خدمات الضحايا ووكالات القانون التنفيذية ومكاتب النيابة العامة والمحاكم والنقابات الخاصة، وشجعوا الكونغرس على اعتماد تشريعات مهمة للتصدي للعنف المنزلي والجنسي. يعد أحد أعظم نجاحات قانون العنف على المرأة هو التأكيد على وجود استجابة مجتمعية منسقة ضد العنف المنزلي والاعتداء الجنسي؛ تعمل المحاكم ومراكز القانون والمدعون العامون وخدمات الضحايا، والنقابات الخاصة معًا حاليًا في جهد منسق لم يكن موجودًا من قبل على مستوى الولاية والمستوى المحلي.
مُوّلت العديد من البرامج المصرح بها ضمن قانون العنف على المرأة من قبل الولايات المتحدة والكونغرس. تلقت الكثير من برامج المنح الاعتمادات من الكونغرس، منها:
- منح الإسكان الانتقالية.
- منح التشجيع على الاعتقال وتنفيذ أوامر الحماية.
- منح التدريب والتحسين في المحكمة.
- إجراء أبحاث عن العنف على النساء الأمريكيات الأصليين.
- السجل الوطني لمرتكبي الجرائم الجنسية.
- قاعدة بيانات للحد من المتعقبين.
- مساعدو الضحايا الفيدراليون.
- برنامج خدمات الاعتداء الجنسي.
- خدمات لضحايا الريف.
- المساعدة القانونية المدنية للضحايا.
- برنامج منحة إساءة معاملة المسنين.
- الحماية والخدمات للضحايا المعوقين.
- مكافحة الإساءة في الإسكان العام.
- مركز الموارد الوطنية حول الاستجابات في مكان العمل.
- العنف ضمن الحرم الجامعي.
- مشروع الملاذات الآمنة.
- إشراك الرجال والشباب في الوقاية.

## النقاش والوضع القانوني
كان الاتحاد الأمريكي للحريات المدنية قد عبّر مسبقًا عن مخاوفه حول القانون، قائلًا إن العقوبات المتزايدة متهورة، وأن تطبيق الحبس الاحتياطي بشكل متزايد يتناقض مع قوانين الولايات المتحدة. ينص الدستور على أن الاختبار الإلزامي لفيروس نقص المناعة البشرية للمتهمين غير المُدانين يعد انتهاكًا لحق المواطن في الخصوصية. في عام 2005، دعم اتحاد الحريات المدنية الأمريكي بحماس إعادة ترخيص قانون العنف على المرأة بشرط إزالة (شرط الحمض النووي المخالف للدستور). كان هذا البند يسمح لأجهزة القانون التنفيذية بأخذ عينات الحمض النووي من المعتقلين أو حتى من الموقوفين لدى الشرطة ببساطة دون إذن من المحكمة.
ذكر اتحاد الحريات المدنية في 27 يوليو 2005 رسالة إلى اللجنة القضائية بمجلس الشيوخ بشأن قانون العنف على المرأة لعام 2005، نصّت على أن: قانون العنف على المرأة هو أحد أكثر التشريعات فعالية في إنهاء العنف المنزلي، والعنف في المواعدة والاعتداء الجنسي. لقد حسّنت بشكل كبير من استجابة القانون للعنف على المرأة وقدمت خدمات حيوية ضرورية لدعم النساء في كفاحهن للتغلب على المواقف التعسفية.
عارض البعض مشروع القانون. جانيس شو كروز، زميلة بارزة في المعهد الإنجيلي المسيحي المهتم بالمرأة في أمريكا، وصفت القانون بأنه (مضيعة للوقت) وأنه سيؤدي إلى خلق مناخ حيث يُخشى جميع الرجال أو يُنظر إليهم على أنهم عنيفون ويُنظر إلى جميع النساء على أنهن ضحايا.
في عام 2000، اعتبرت المحكمة العليا للولايات المتحدة أن جزءًا من قانون مكافحة العنف على المرأة غير دستوري حسب الأسس الفيدرالية، وأبطل هذا القرار فقط بند الإصلاح المدني في قانون مكافحة العنف على المرأة بينما لم تتأثر الأحكام التي توفر تمويل البرنامج.
في 2011 انتهى العمل بالقانون. في عام 2012، كان القانون مطروحًا لإعادة المصادقة عليه في الكونغرس. مُررت إصدارات مختلفة من التشريع في كل من مجلس الشيوخ ومجلس النواب، مع نسخة مجلس النواب التي يرعاها الجمهوريون لصالح تقليل الخدمات للمهاجرين غير الشرعيين والأفراد المثليين.

## 2012-13 المعركة التشريعية وإعادة التفويض
عندما قُدّمت مسودة لإعادة تفويض القانون في عام 2012، رفضه الجمهوريون المحافظون، الذين اعترضوا على توسيع نطاق حماية القانون ليشمل الأزواج من نفس الجنس والأحكام التي تسمح للأجانب الذين يتعرضون للضرب والمقيمين في البلاد بشكل غير قانوني بالمطالبة بتأشيرات مؤقتة. يقتصر هذا النوع من التأشيرات على 10.000 متقدم سنويًا في حين أن عدد المتقدمين الحقيقي يتجاوز هذا العدد بكثير كل سنة. من أجل الحصول على هذه التأشيرة، فإن أحد متطلبات النساء المهاجرات هو التعاون على القبض على المعتدي واحتجازه. تشير الدراسات إلى أن 30 إلى 50% من النساء المهاجرات يعانين من العنف الجسدي و62% يتعرضن للأذى الجسدي أو النفسي مقابل 21% فقط من المواطنين في الولايات المتحدة.
في أبريل 2012، صوّت مجلس الشيوخ لإعادة تفويض قانون العنف على المرأة، وبعد ذلك أقر مجلس النواب الإجراء الخاص به وهو حذف أحكام مشروع قانون مجلس الشيوخ الذي يحمي المثليين والأمريكيين الأصليين الذين يعيشون في محميات والمهاجرين ضحايا العنف المنزلي. توقفت تسوية مشروعي القانونين من خلال الإجراءات الطويلة، ما ترك إعادة التفويض محل التساؤل.
في 12 فبراير 2013، أقر مجلس الشيوخ تمديد قانون العنف على المرأة بتصويت 78 مقابل 22. ذهب هذا الإجراء إلى مجلس النواب حيث كان من المتوقع أن يكون إدراج الأزواج من نفس الجنس موضع خلاف، وكانت الحلول الممكنة التي قُدّمت هي السماح إما بالترحيل أو بالاستئناف أمام المحاكم الفيدرالية من قبل المتهمين. كان مجلس الشيوخ قد تناول قانون حماية ضحايا الاتجار، وهو موضوع خلاف آخر بسبب بند يقضي بتوفير خدمات الصحة الإنجابية لضحايا الاتجار بالجنس.
في 28 فبراير 2013، بأغلبية 286-138 صوتًا، أقر مجلس النواب النسخة الكاملة لمجلس الشيوخ من مشروع القانون. كان الجمهوريون في مجلس النواب يأملون في السابق في تمرير نسختهم الخاصة - وهي نسخة أضعفت إلى حد كبير الحماية التي يوفرها مشروع القانون لفئات معينة. رُفضت النسخة التي لم تسمح إلا بحماية محدودة للمثليين والأمريكيين الأصليين، بأغلبية 166-275 صوتًا. وسّع القانون المُجدد الحماية الفيدرالية لتشمل الأفراد المثليين والمثليات والمتحولين جنسيًا والأمريكيين الأصليين والمهاجرين.
في 7 مارس 2013، وقّع الرئيس باراك أوباما على إعادة تفويض قانون العنف على المرأة لعام 2013.

## بعد التمرير
صوّت ما مجموعه 138 من الجمهوريين في مجلس النواب ضد نسخة القانون التي أصبحت قانونًا لاحقًا. ومع ذلك، هناك العديد منهم، مثل: ستيف كينغ (جمهوري من ولاية أيوا)، وبيل جونسون (جمهوري من ولاية أوهايو)، وتيم والبيرغ (جمهوري من ولاية ميشيغان)، وفيكي هارتزلر (جمهوري من ولاية ميسوري)، وكيث روثفوس (جمهوري من ولاية بنسلفانيا)، وتيم مورفي (بنسلفانيا)، ادّعوا أنهم صوّتوا لصالح القانون. وصف البعض هذا الادعاء بأنه مخادع لأن المجموعة صوتت فقط لصالح نسخة بديلة مقترحة من الحزب الجمهوري لمشروع القانون لا تحتوي على أحكام تهدف إلى حماية المثليين والمثليات والمتحولين جنسيًا والأمريكيين الأصليين والمهاجرين غير الشرعيين.

## الروابط الخارجية
- Violence Against Women Act (VAWA) Provides Protections for Immigrant Women and Victims of Crime
- Violence Against Women and Department of Justice Reauthorization Act of 2005
- Office on Violence Against Women نسخة محفوظة 28 نوفمبر 2010 على موقع واي باك مشين.
- Privacy Provisions of the Violence Against Women Act
- World Health Organization Multi-country Study on Women's Health and Domestic Violence against Women 2005
- VAWA 2005 Fact Sheet